# مقصودلو (آق‌دام)
مقصودلو (ترکی آذربایجانی: Maqsudlu) یک منطقهٔ مسکونی در جمهوری آرتساخ است که در استان آسکران واقع شده‌است.